# Noalejo
Noalejo település Spanyolországban, Jaén tartományban. Noalejo Frailes, Valdepeñas de Jaén, Campillo de Arenas, Cambil, Huelma, Montejícar, Campotéjar, Iznalloz és Montillana községekkel határos. Lakosainak száma 1783 fő (2024).

## Népesség
A település népessége az elmúlt években az alábbi módon változott:
| Lakosok száma | 2231 | 2173 | 2060 | 2023 | 2106 | 2002 | 1963 | 1970 | 1856 | 1783 |
|               | 2001 | 2004 | 2007 | 2009 | 2012 | 2014 | 2017 | 2019 | 2022 | 2024 |